# Wallfahrtskirche Maria Schnee (Wulfertshausen)

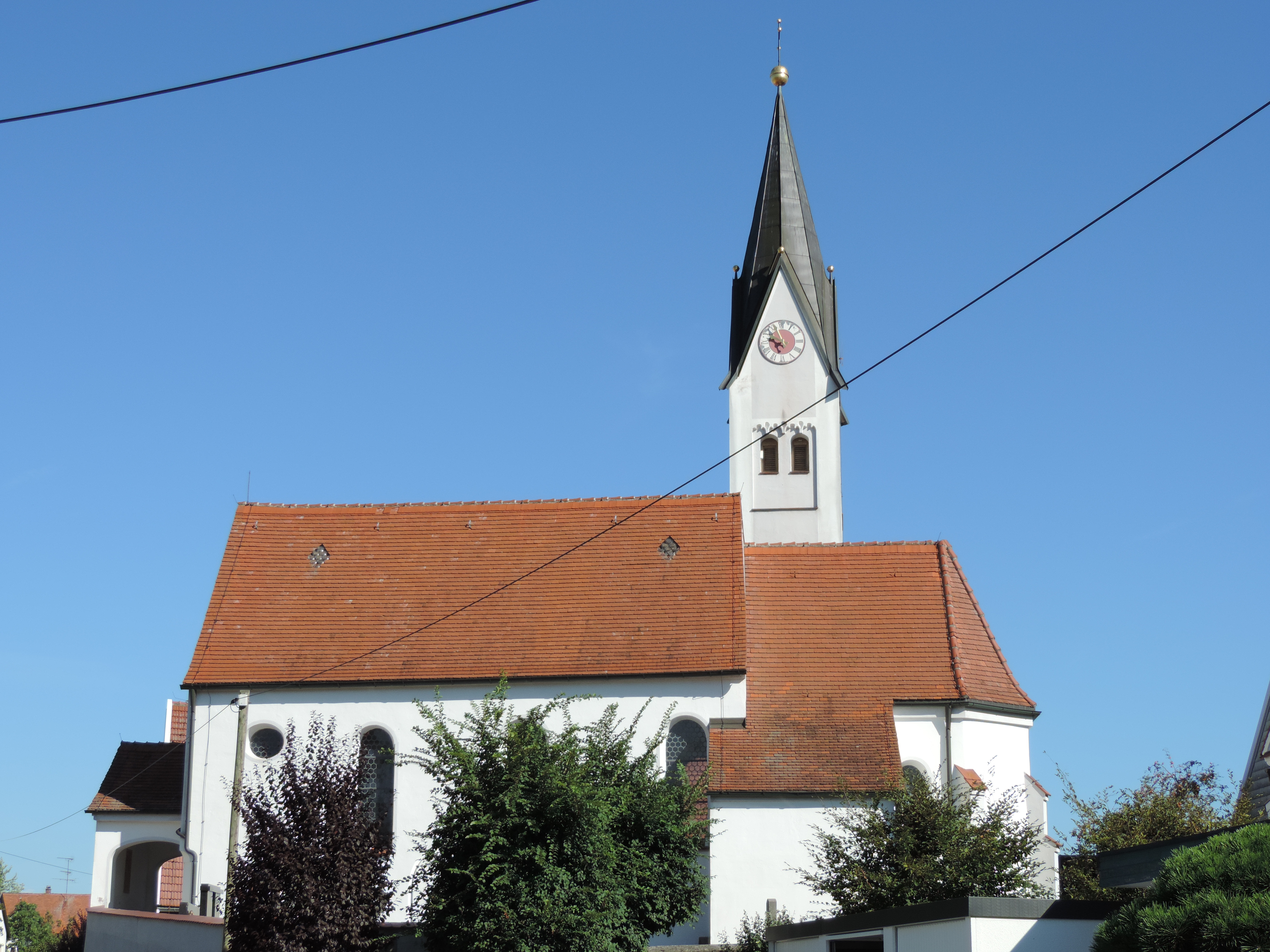
Maria Schnee

Maria Schnee ist eine Wallfahrtskirche in Wulfertshausen bei Friedberg.

## Geschichte
Die Kirche ist um 1470 auf Initiative des Friedberger Rats erbaut worden. 1499 wurde das ursprüngliche Marienpatrozinium zu Maria Schnee umgewidmet. Die Wallfahrt zu dem Marienbild entstand vermutlich auf Vermittlung der Jesuiten. Der spätgotische Kapellenbau wurde 1632 von den Schweden im Zuge des Dreißigjährigen Kriegs großteils zerstört und das Langhaus 1641 neu errichtet. 1701 wurde der Innenraum neu gestaltet und 1725 das Langhaus nach Westen hin verlängert.

## Baubeschreibung
Die Kirche Maria Schnee ist ein Saalbau mit Flachtonne und eingezogenem Chor. Das Langhaus hat ein Satteldach und verfügt über drei Fensterachsen mit Rundbögen. Die Dachwerkkonstruktion stammt aus der Mitte des 17. Jahrhunderts. Der quadratische, fünfgeschossige Turm an der Nordseite ist mit einem Spitzhelm und Dreipassfriesen über den Klangarkaden versehen. Turm und Chor sind vermutlich noch aus der Erbauungszeit.

## Ausstattung

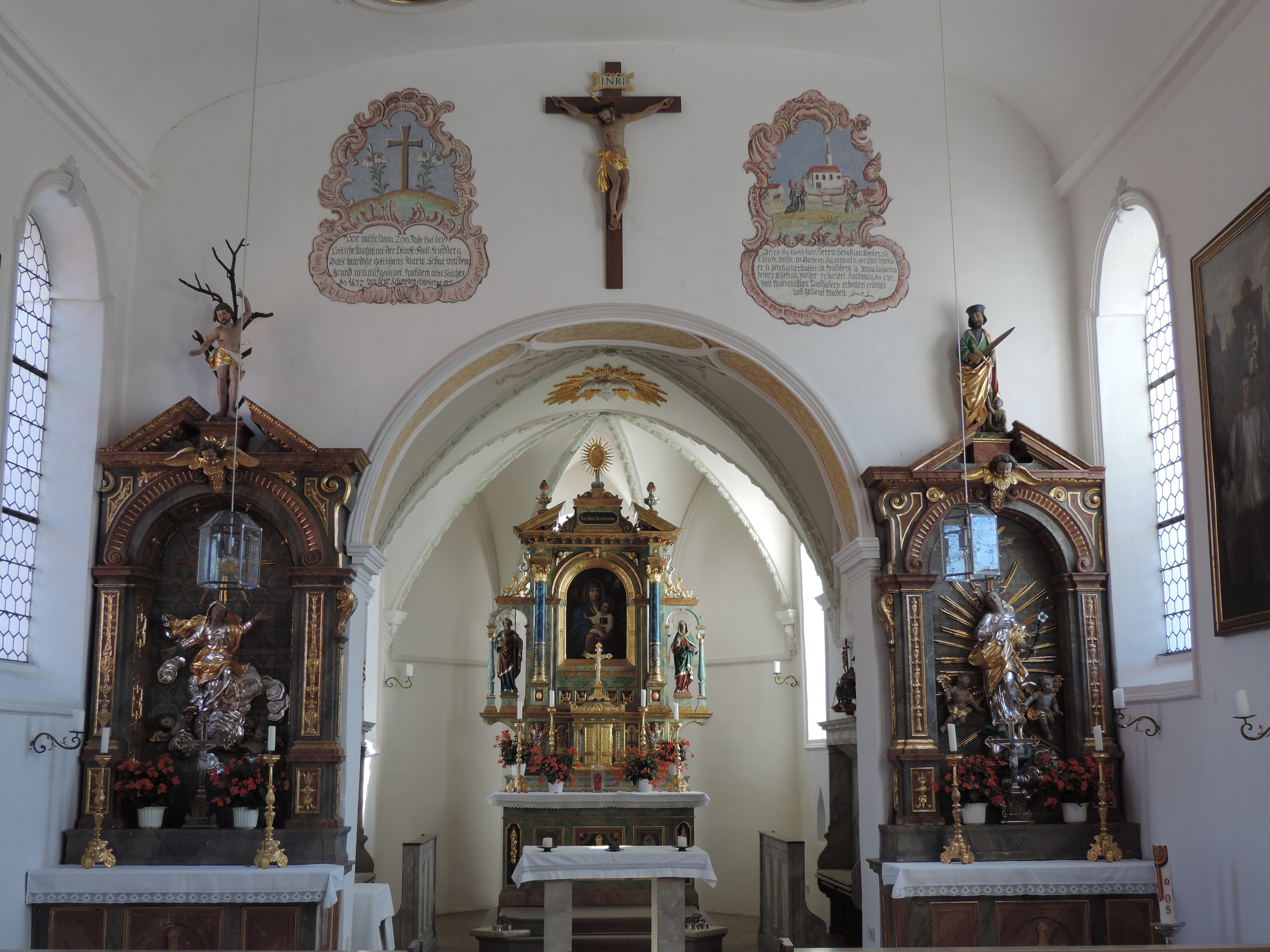
Innenraum

Teile des Stucks im Chor sind noch aus der Zeit um 1641. Die Darstellung des Heiligen Geistes und die Fensterprofilierungen stammen aus dem frühen 18. Jahrhundert. Die Fresken im ersten Joch des Chores und die Bauinschriften wurden um 1770 erstellt. Die Deckengemälde aus dem 18. Jahrhundert sind auf Leinwand aufgetragen und wurden später direkt auf dem Putz angebracht und teilweise übermalt. In der zentralen Darstellung sind die hll. Dominikus und Franz von Assisi zu sehen. Die kleineren Bilder stellen die hl. Dominikus, Barbara und Katharina dar. Das vierte Medaillon zeigt eine Szene aus der Legende des Evangelisten Lukas, nach der er der Maler des ersten Madonnenbildes sei. Die Gemälde an den Wänden des Langhauses aus dem Jahr 1707 nehmen Bezug auf die Legende von Maria Schnee und sind von Heinrich Matthäus Mayr. Der Hauptaltar stammt aus dem 19. Jahrhundert und zeigt eine Kopie des Gnadenbildes von S. Maria Maggiore, ebenfalls von Mayr. Die Seitenaltäre wurden in der Zeit um 1800 umgearbeitet. Die Figuren aus dem frühen 18. Jahrhundert stellen links Maria Himmelfahrt und rechts eine Maria Immaculata dar. Über dem linken Altar steht eine Figur des hl. Sebastian um 1650, über dem rechten die des hl. Martin um 1500. Die Engelsköpfe an den Giebelfußgesimsen sind aus dem späten 17. Jahrhundert. Die Skulpturen im Langhaus, die Beweinung Christi durch Maria (spätes 17. Jahrhundert) und ein Kruzifix (um 1750) gelten als qualitätsvoll. Darüber hinaus finden sich im Langhaus volkstümliche Figuren der hll. Florian, Rochus und Apostel Jakobus aus der ersten Hälfte des 18. Jahrhunderts. Im Vorbau der Kirche ist ein Gedenkstein aus Rotmarmor für den in der Kirche beigesetzten Pfarrer Nikolaus Aierschmalz, gestorben 1642, angebracht.